# Euxoa intricata
Euxoa intricata là một loài bướm đêm trong họ Noctuidae.